# Néstor Kirchner
Néstor Carlos Kirchner Ostoić (født 25. februar 1950 i Rio Gallegos, død 27. oktober 2010 i El Calafate) var en argentinsk politiker, der var Argentinas præsident i perioden 2003-2007.
Kirchner var peronist og har været guvernør for Santa Cruz-provinsen fra 1991 til 2003, da han blev Argentinas præsident ved en valgsejr over den tidligere præsident Carlos Menem (1989-1999).
Selvom Menem vandt den først valgrunde den 27. april 2003, fik han alene 24 procent af de gyldige stemmer, cirka 2 procent mere end Kirchner. Dette var dog en lille sejr, da Menem generelt havde et negativt omdømme blandt en stor del af den argentinske befolkning og derfor reelt ikke havde nogen chance for at vinde anden valgrunde. Efter en række af dage med spekulationer, hvor opinionsmålingerne viste en massiv Kirchner sejr med 30-40 procent flere stemmer end Menem, trak Menem sig. Dette gjorde automatisk Kirchner til argentinsk præsident.
Kirchner efterfulgte Eduardo Duhalde den 25. maj 2003.
Kirchners kone, Cristina Fernández de Kirchner, er fulgt i ægtemandens spor og overtog posten som Argentinas præsident fra ham i december 2007. 